# Plan comptable marocain
Le plan comptable général marocain est une réglementation de normalisation comptable au Maroc. Il réunit deux modèles : le modèle normal et le modèle simplifié. Il regroupe dix classes.

## Historique
Deux lois relatives à l'instauration d'un droit comptable et à l'exercice de la profession d'expert-comptable au Maroc ont été mises en place au début des années 1990 : la loi comptable, du 25 décembre 1992, avec application à partir de 1994, et la loi instituant l'ordre des experts-comptables,  du 3 février 1993. 
Ces législations visent à garantir  une meilleure qualité des comptes des sociétés et font partie d'un ensemble de mesures du  gouvernement marocain destiné à améliorer l'environnement des entreprises, à faciliter l'initiative privée et à attirer les investissements,.